# Легка атлетика на Літній універсіаді 2025
Змагання з легкої атлетики на Літній універсіаді 2025 проходитимуть 21-27 липня в Бохумі.
Медалі розігруватимуться на арені «Лорхайдештадіон», за виключенням змагань з напівмарафону та спортивної ходьби на 20 кілометрів, які проходитимуть на шосейних трасах, прокладених уздовж узбережжя водосховища Кемнадер, розташованого за 10 кілометрів на південний схід від центра Бохума.
Вперше в історії Універсіад будуть розіграні медалі в змішаному естафетному бігу 4×400 метрів.

## Призери

### Чоловіки
| Дисципліни                               | Золото                                                                                               | Золото      | Срібло                                                                                          | Срібло     | Бронза                                                                     | Бронза      |
| ---------------------------------------- | --- | ----------- | ----------------------------------------------------------------------------------------------- | ---------- | -------------------------------------------------------------------------- | ----------- |
| 100 метрів                               | Баянда Валаза ПАР                                                                                    | 10,16       | Пуріпол Бунсон Таїланд                                                                          | 10,22      | Янагіта Хірокі Японія                                                      | 10,23       |
| 200 метрів                               | Баянда Валаза ПАР                                                                                    | 20,93       | Адрія Альфонсо Іспанія                                                                          | 20,70      | Лі Че Сон Південна Корея                                                   | 20,75       |
| 400 метрів                               | Літе Піллей ПАР                                                                                      | 44,84       | Патрік Шимон Еньїнгі Угорщина                                                                   | 45,41      | Едоардо Скотті Італія                                                      | 45,61       |
| 800 метрів                               | Давід Барросо Іспанія                                                                                | 1.47,64     | Мацей Видерка Польща                                                                            | 1.48,01    | Мехмет Джелік Туреччина                                                    | 1.48,07     |
| 1500 метрів                              | Філіп Островський Польща                                                                             | 3.46,10     | Тітуан ле Грі Франція                                                                           | 3.46,32    | Семюел Чаріг Велика Британія                                               | 3.46,62     |
| 5000 метрів                              | Артюр Жерве Франція                                                                                  | 15.02,00    | Девід Малларкі Велика Британія                                                                  | 15.02,39   | Коллінс Кіпротіч Кенія                                                     | 15.02,47    |
| 10000 метрів                             | Браян Мусау Кенія                                                                                    | 28.42,39 SB | Девід Малларкі Велика Британія                                                                  | 28.43,44   | Маріо Прієго Іспанія                                                       | 28.45,02 PB |
| 110 метрів з бар'єрами                   | Абе Тацукі Японія                                                                                    | 13,47       | Анхель Діас Іспанія                                                                             | 13,59      | Мондрей Барнард ПАР                                                        | 13,59       |
| 400 метрів з бар'єрами                   | Берке Акчам Туреччина                                                                                | 49,29       | Раян Матулоніс США                                                                              | 49,38 PB   | Патрік Домотор Словаччина                                                  | 49,45       |
| 3000 метрів з перешкодами                | Рубен Керенжан Люксембург                                                                            | 8.18,46 UR  | Алехандро Кіхада Іспанія                                                                        | 8.20,70 PB | Іштван Пальковіц Угорщина                                                  | 8.35,05     |
| 4×100 метрів                             | Південна КореяСо Мін Джун Джоелджин Нвамаді Лі Че Сон Кім Чон Юн                                     | 38,50 SB    | ПАРКайл Зінн Ретшидиситсве Мленга Мті Мтімкулу Баянда Валаза                                    | 38,80 SB   | ІндіяЛалу Бхой Анімеш Куджур Маніканта Хоблідхар Мрутьям Джаярам Дондапаті | 38,89 SB    |
| 4×400 метрів                             | ПольщаДанієль Солтисяк Марцин Каролевський Віктор Врубель Максиміліан Швед Патрик Гжегожевич (забіг) | 3.03,64 SB  | СШАДжої Гант Хав'єр Робертс-Дональдсон Раян Матулоніс Джейк Палермо Наїр Ньюаш-Кемпбелл (забіг) | 3.04,34 SB | ТуреччинаКубілай Енджу Ісмаїл Незір Берке Акджам Ільяс Джанакджі           | 3.04,40 SB  |
| Напівмарафон                             | Кудо Сінсаку Японія                                                                                  | 1:02.29 UR  | Рамазан Бастуг Туреччина                                                                        | 1:02.35 PB | Уехара Рюто Японія                                                         | 1:02.39     |
| Напівмарафон (командна першість)         | ЯпоніяКудо Сінсаку Уехара Рюто Баба Кенто                                                            | 3:07.52     | ТуреччинаРамазан Бастуг Аєтуллах Асланхан Азат Деміртас Омер Амаджтан                           | 3:13.56    | КНРМа Жуй Чень Чжунпін Ван Веньцзе                                         | 3:17.45     |
| Ходьба 20 кілометрів                     | Андреа Козі Італія                                                                                   | 1:19.48 UR  | Цутія Ацукі Японія                                                                              | 1:20.08    | Микола Рущак Україна                                                       | 1:20.10     |
| Ходьба 20 кілометрів (командна першість) | ЯпоніяЦутія Ацукі Хара Кейсуке Йосідзако Тайсей                                                      | 4:03.45     | АвстраліяВільям Томпсон Томоті Фрейзер Айзек Бікрофт Корі Діксон                                | 4:04.50    | КНРХу Cюаньфей Хуан Пеян Сунь Чаофань                                      | 4:09.07     |
| Стрибки у висоту                         | Йонатан Капітольник Ізраїль                                                                          | 2,27        | Фу Чао-сюань Китайський Тайбей                                                                  | 2,25       | Роман Анастасіос Австралія                                                 | 2,20 SB     |
| Стрибки з жердиною                       | Сімен Гуттормсен Норвегія                                                                            | 5,75 PB     | Вальтерс Крейсс Латвія                                                                          | 5,65       | Мартон Бендер Угорщина                                                     | 5,55        |
| Стрибки в довжину                        | Шу Хен КНР                                                                                           | 8,09        | Фудзіхара Кокі Японія                                                                           | 8,00       | Лука Герден Німеччина                                                      | 7,96        |
| Потрійний стрибок                        | Коннор Мерфі Австралія                                                                               | 16,77       | Правін Читравел Індія                                                                           | 16,66      | Жуан Педру Сілва ді Азеведу Бразилія                                       | 16,35 PB    |
| Штовхання ядра                           | Айден Сміт ПАР                                                                                       | 20,25       | Сін Цзялян КНР                                                                                  | 20,08      | Ріккардо Феррара Італія                                                    | 19,91       |
| Метання диска                            | Міка Сосна Німеччина                                                                                 | 64,26       | Стівен Ріхтер Німеччина                                                                         | 61,77      | Михайло Брудін Україна                                                     | 60,71 SB    |
| Метання молота                           | Михайло Кохан Україна                                                                                | 77,10       | Мерлін Гуммель Німеччина                                                                        | 77,03      | Джорджіо Олів'єрі Італія                                                   | 73,78 SB    |
| Метання списа                            | Зімон Віланд Швейцарія                                                                               | 79,33 SB    | Нік Тумм Німеччина                                                                              | 78,47      | Топіас Лайне Фінляндія                                                     | 75,96       |
| Десятиборство                            | Бенджамін Гюзе Австралія                                                                             | 7918 PB     | Алексі Саволайнен Фінляндія                                                                     | 7619 PB    | Ніно Портманн Швейцарія                                                    | 7614        |

### Жінки
| Дисципліни                               | Золото                                                                                          | Золото      | Срібло | Срібло      | Бронза                                                                             | Бронза      |
| ---------------------------------------- | ----------------------------------------------------------------------------------------------- | ----------- | --- | ----------- | ---------------------------------------------------------------------------------- | ----------- |
| 100 метрів                               | Джорджія Гарріс Австралія                                                                       | 11,44       | Магдалена Стефанович Польща | 11,49       | Габріелла Марайс ПАР                                                               | 11,51       |
| 200 метрів                               | Вітторія Фонтана Італія                                                                         | 22,79 PB    | Леоні Пуанте Швейцарія | 22,81 SB    | Есперанса Кладера Іспанія                                                          | 23,03       |
| 400 метрів                               | Барбора Малікова Чехія                                                                          | 51,52 SB    | Вероніка Дрльячич Хорватія | 51,66 PB    | Алессандра Бонора Італія                                                           | 52,41       |
| 800 метрів                               | Елоїза Койро Італія                                                                             | 1.59,84     | Вероніка Ванкардо Швейцарія | 2.00,08     | Данієла Гарсія Іспанія                                                             | 2.00,12     |
| 1500 метрів                              | Жоселін Вінд Швейцарія                                                                          | 4.19,96     | Сара Калверт Велика Британія | 4.20,18     | Кімберлі Мей Нова Зеландія                                                         | 4.20,39     |
| 5000 метрів                              | Джулія Девід-Сміт Франція                                                                       | 15.34,57 PB | Сіма Сіма Індія | 15.35,86 SB | Емілі Паркер Велика Британія                                                       | 15.36,12    |
| 10000 метрів                             | Клара Лукан Словенія                                                                            | 31.25,84 UR | Сара Ванджиру Кенія | 31.41,80 PB | Алісія Берзоса Іспанія                                                             | 32.00,73 PB |
| 100 метрів з бар'єрами                   | Саара Кескітало Фінляндія                                                                       | 12,88       | Анна Тот Угорщина | 12,88       | Аліцья Сєльська Польща                                                             | 12,95       |
| 400 метрів з бар'єрами                   | Аліче Мураро Італія                                                                             | 54,60 PB    | Мішель Сміт Американські Віргінські Острови | 55,65       | Шара Мато Угорщина                                                                 | 55,92       |
| 3000 метрів з перешкодами                | Ілона Мононен Фінляндія                                                                         | 9.31,86     | Анкіта Анкіта Індія | 9.31,99 PB  | Адія Будде Німеччина                                                               | 9.33,34     |
| 4×100 метрів                             | АвстраліяДжорджія Гарріс Крісті Едвардс Олівія Інкстер Джессіка Мілат                           | 43,46 SB    | ШвейцаріяЛарісса Бертені Леоні Пуанте Іріс Каліджурі Сорая Бесерра                                                                              | 43,47 SB    | НімеччинаЛуїзе Віланд Талея Препенс Свенья Пфетш Йоліна Ернст                      | 43,60       |
| 4×400 метрів                             | НімеччинаВів'єн Моргенштерн Мона Маєр Сабріна Гайль Ясмін Амаадачо Дженна Феє Фаєрабенд (забіг) | 3.29,68 SB  | ПольщаКінга Гацька Вероніка Бартновська Пауліна Кубіс Александра Формелла Мартина Гузовська (забіг) Едита Бєльська (забіг) Юлія Слоцька (забіг) | 3.30,21 SB  | КанадаПейдж Віллемс Тайра Буг Джорджія Оленд Фейвор Окпалі Шелбі Мак-Айзек (забіг) | 3.34,16 SB  |
| Напівмарафон                             | Ма Сючжень КНР                                                                                  | 1:12.48 PB  | Цутія Макото Японія | 1:12.58     | Нода Марія Японія                                                                  | 1:13.16     |
| Напівмарафон (командна першість)         | ЯпоніяЦутія Макото Нода Марія Маеда Аяка Такахасі Аой                                           | 3:39.32     | КНРМа Сючжень Лі Інцуй Ван Цзялі | 3:49.04     | ТуреччинаНурсена Джето Ділек Озтурк Езгі Кая                                       | 3:49.52     |
| Ходьба 20 кілометрів                     | Елізабет Мак-Міллен Австралія                                                                   | 1:28.18 UR  | Нін Цзиньлінь КНР | 1:28.32 PB  | Цзі Хаїн КНР                                                                       | 1:29.14     |
| Ходьба 20 кілометрів (командна першість) | КНРНін Цзиньлінь Цзі Хаїн Ло Юе                                                                 | 4:28.51     | АвстраліяЕлізабет Мак-Міллен Олівія Сендері Александра Гріффін Аланна Пітчер                                                                    | 4:31.20     | ІндіяАніл Кумар Сінгх Муніта Праджапаті Мансі Негі Шаліні Шаліні Махіма Чудхарі    | 4:56.06     |
| Стрибки у висоту                         | Уна Станцев Іспанія                                                                             | 1,91 PB     | Азія Таверніні Італія | 1,89        | Олена Куліченко Кіпр                                                               | 1,87        |
| Стрибки з жердиною                       | Елієн Векеманс Бельгія                                                                          | 4,60        | Кітті Фріле Фає Норвегія | 4,50        | Рейчел Гренке Канада                                                               | 4,35 PB     |
| Стрибки в довжину                        | Агате Соуза Португалія                                                                          | 6,70        | Сюн Шиці КНР | 6,68        | Наталія Лінарес Колумбія                                                           | 6,67 PB     |
| Потрійний стрибок                        | Шаріфа Давронова Узбекистан                                                                     | 14,33 PB    | Лінда Суха Чехія | 13,89 PB    | Деслі Овусу Австралія                                                              | 13,86 PB    |
| Штовхання ядра                           | Акселіна Юганссон Швеція                                                                        | 18,45       | Абрія Сміт США | 17,38       | Колетт Ейс ПАР                                                                     | 17,34       |
| Метання диска                            | Озлем Беджерек Туреччина                                                                        | 61,15 SB    | Кайса-Марі Ліндфорс Швеція | 58,80       | Антонія Кінцель Німеччина                                                          | 58,43       |
| Метання молота                           | Чжао Цзе КНР                                                                                    | 72,80       | Нікола Татгілл Ірландія | 69,98       | Сара Кіллінен Фінляндія                                                            | 67,80       |
| Метання списа                            | Езра Туркмен Туреччина                                                                          | 59,90 PB    | Евелін Блісс США | 57,37       | Яна Ван Шалквейк ПАР                                                               | 56,73       |
| Семиборство                              | Кетрін О'Коннор Ірландія                                                                        | 6487 PB     | Сабіна Сюч Угорщина | 6081 PB     | Емелія Сюрх Австрія                                                                | 6068 PB     |

### Змішана дисципліна
| Дисципліни   | Золото | Золото     | Срібло                                                                             | Срібло     | Бронза | Бронза     |
| ------------ | --- | ---------- | ---------------------------------------------------------------------------------- | ---------- | --- | ---------- |
| 4×400 метрів | ПольщаДанієль Солтисяк Вероніка Бартновська Марцин Каролевський Александра Формелла Віктор Врубель (забіг) Мартина Гузовська (забіг) Патрик Гжегожевич (забіг) Кінга Гацька (забіг) | 3.15,58 SB | ПАРМті Мтімкулу Прешес Молепо Літе Піллей Марлі Вільюн Верніх ван Ренсбург (забіг) | 3.16,42 SB | СШАХав'єр Робертс-Дональдсон Зої Голдштейн Джейк Палермо Чарлі Кроуфорд Пейдж Флоріа (забіг) Джої Гант (забіг) | 3.17,91 SB |

## Медальний залік
| Місце                | Країна                          | Золото | Срібло | Бронза | Загалом |
| -------------------- | ------------------------------- | ------ | ------ | ------ | ------- |
| 1                    | Японія                          | 5      | 3      | 3      | 11      |
| 2                    | Австралія                       | 5      | 2      | 3      | 10      |
| 3                    | КНР                             | 4      | 4      | 3      | 11      |
| 4                    | ПАР                             | 4      | 2      | 4      | 10      |
| 5                    | Італія                          | 4      | 1      | 4      | 9       |
| 6                    | Польща                          | 3      | 3      | 1      | 7       |
| 7                    | Туреччина                       | 3      | 2      | 3      | 8       |
| 8                    | Іспанія                         | 2      | 3      | 4      | 9       |
| 8                    | Німеччина                       | 2      | 3      | 4      | 9       |
| 10                   | Швейцарія                       | 2      | 3      | 1      | 6       |
| 11                   | Фінляндія                       | 2      | 1      | 2      | 5       |
| 12                   | Франція                         | 2      | 1      | 0      | 3       |
| 13                   | Кенія                           | 1      | 1      | 1      | 3       |
| 14                   | Ірландія                        | 1      | 1      | 0      | 2       |
| 14                   | Норвегія                        | 1      | 1      | 0      | 2       |
| 14                   | Чехія                           | 1      | 1      | 0      | 2       |
| 14                   | Швеція                          | 1      | 1      | 0      | 2       |
| 18                   | Україна                         | 1      | 0      | 2      | 3       |
| 19                   | Південна Корея                  | 1      | 0      | 1      | 2       |
| 20                   | Ізраїль                         | 1      | 0      | 0      | 1       |
| 20                   | Бельгія                         | 1      | 0      | 0      | 1       |
| 20                   | Люксембург                      | 1      | 0      | 0      | 1       |
| 20                   | Португалія                      | 1      | 0      | 0      | 1       |
| 20                   | Словенія                        | 1      | 0      | 0      | 1       |
| 20                   | Узбекистан                      | 1      | 0      | 0      | 1       |
| 26                   | США                             | 0      | 4      | 1      | 5       |
| 27                   | Угорщина                        | 0      | 3      | 3      | 6       |
| 28                   | Індія                           | 0      | 3      | 2      | 5       |
| 28                   | Велика Британія                 | 0      | 3      | 2      | 5       |
| 30                   | Американські Віргінські Острови | 0      | 1      | 0      | 1       |
| 30                   | Китайський Тайбей               | 0      | 1      | 0      | 1       |
| 30                   | Латвія                          | 0      | 1      | 0      | 1       |
| 30                   | Таїланд                         | 0      | 1      | 0      | 1       |
| 30                   | Хорватія                        | 0      | 1      | 0      | 1       |
| 35                   | Канада                          | 0      | 0      | 2      | 2       |
| 36                   | Бразилія                        | 0      | 0      | 1      | 1       |
| 36                   | Колумбія                        | 0      | 0      | 1      | 1       |
| 36                   | Кіпр                            | 0      | 0      | 1      | 1       |
| 36                   | Нова Зеландія                   | 0      | 0      | 1      | 1       |
| 36                   | Словаччина                      | 0      | 0      | 1      | 1       |
| Загалом (40 збірних) | Загалом (40 збірних)            | 51     | 51     | 51     | 153     |

## Виступ українців
У легкоатлетичних змаганнях Універсіади взяв участь 21 український спортсмен.
| Чоловіки (9) | Чоловіки (9)      | Чоловіки (9) | Чоловіки (9)        |
| Місце        | Атлет             | Дисципліна   | Результат           |
| ------------ | ----------------- | ------------ | ------------------- |
| 1            | Михайло Кохан     | молот        | 77,10               |
| 3            | Микола Рущак      | ходьба 20 км | 1:20.10             |
| 3            | Михайло Брудін    | диск         | 60,71 SB            |
|              | Андрій Атаманюк   | 5000 м       | 15.02,48 (14.41,26) |
|              | Владислав Шепелєв | потрійний    | 16,21w (16,45)      |
|              | Нікіта Маслюк     | довжина      | 7,25 (7,84 SB)a     |
| фін          | Роман Петрук      | висота       | NM (2,13)           |
| кв           | Ілля Бобровник    | жердина      | 5,25                |
| кв           | Данило Дубина     | довжина      | 7,58                |

| Жінки (12) | Жінки (12)           | Жінки (12)   | Жінки (12)        |
| Місце      | Атлетка              | Дисципліна   | Результат         |
| ---------- | -------------------- | ------------ | ----------------- |
|            | Ольга Бельченко      | жердина      | 4,20              |
|            | Діана Мірошніченко   | довжина      | 6,16 (6,33)       |
|            | Вікторія Баранівська | потрійний    | 12,94 (13,08)     |
|            | Валерія Шоломіцька   | ходьба 20 км | 1:36:34           |
| пф         | Діана Гончаренко     | 100 м        | 11,75 (11,59)     |
| пф         | Мар'яна Шостак       | 400 м        | 52,95 (52,76 SB)  |
| пф         | Аліна Корсунська     | 800 м        | 2.06,34 (2.06,13) |
| пф         | Аліна Кишкіна        | 100 м з/б    | DNS (13,44)       |
| заб        | Світлана Жульжик     | 800 м        | 2.09,03           |
| кв         | Альона Часс          | потрійний    | 12,88             |
| кв         | Софія Ромасюк        | ядро         | 15,38             |
| кв         | Олена Хамаза         | молот        | 62,80             |

a  Тут і надалі в дужках вказаний більш високий або «легальний» (з вітром, що не перевищував припустимої норми 2,0 м/с) результат, що був показаний на попередніх стадіях змагань.